# سلسلة جبال غرب أمريكا
سلسلة جبال غرب أمريكا أو الكوردييرا الأمريكية (American Cordillera) عبارة عن سلسلة جبلبة تتألف من حلقة متصلة تمامًا من السلاسل الجبلية التي تشكل «العمود الفقري» الغربي لأمريكا الشمالية وأمريكا الوسطى وأمريكا الجنوبية والقارة القطبية الجنوبية. ومن اتجاه الشمال إلى اتجاه الجنوب، تبدأ هذه الحلقة من السلاسل الجبلية المتشابكة والمتوازية من سلسلة جبال ألاسكا [الإنجليزية] وسلسلة جبال بروكس اللتين تقعان في ألاسكا وتمر بيوكون وكولومبيا البريطانية الكنديتان. ويمتد الحزام الرئيسي من جبال روكي جنبًا إلى جنب مع سلاسل جبال ساحل المحيط الهادئ التي تتكون من جبال وجزر وتمر بكولومبيا البريطانية وجزيرة فانكوفر. وتتفرع هذه السلسلة في الولايات المتحدة لتشمل جبال روكي وسييرا نيفادا وجبال كاسميد وسلاسل جبال الساحل في واشنطن وأوريغون وكاليفورنيا. وفي المكسيك، تمر الكوردييرا خلال جبال مادري الغربية سييرا مادري الشرقية بالإضافة إلى الجبال الرئيسية في شبه جزيرة كاليفورنيا.
ويطلق على كل سلاسل جبال كوردييرا بداية من المكسيك في الاتجاه الشمالي الكوردييرا الأمريكية الشمالية أو الكوردييرا الغربية في الولايات المتحدة وكندا، كما يطلق عليها أيضًا اسم الكوردييرا الكندية أو كوردييرا المحيط الهادئ في كندا.
كما تمتد الكوردييرا خلال السلاسل الجبلية في أمريكا الوسطى في غوايتمالا وهندوراس ونيكاراغوا وكوستاريكا وبنما، وأصبحت جبال أنديز في أمريكا الجنوبية. وتمتد الأنديز بسلاسلها الجبلية المتوازية وسلاسل الجزيرة القريبة من ساحل تشيلي خلال كولومبيا وفنزويلا والإكوادور وبيرو وبوليفيا والأرجنتين وتشيلي وحتى أقصى نهاية أمريكا الجنوبية عند أرض النار . وبالإضافة إلى ذلك، يمكن متابعة هذه السلسلة الجبلية خلال حيد جورجيا الجنوبية المقوس عبر المحيط المتجمد الجنوبي وحتى جبال أرض غراهام التي تقع في شبه الجزيرة القطبية الجنوبية.
وتمثل الكوردييرا النصف الشرقي منطقة الحزام الناري الذي يمتد حول المحيط الهادئ عبر شبه جزيرة كامشاتكا واليابان وحتى إندونسيا وبولينيزيا.

## كتابات أخرى
- Silberling, N.J. et al. (1992). Lithotectonic terrane map of the North American Cordillera [Miscellaneous Investigations Series I-2176]. Reston, Va.: U.S. Department of the Interior, U.S. Geological Survey.